# 단오 (한국)
수릿날 또는 단오(端午)는 한국 전통 명절의 하나로, 음력 5월 5일이다. 무더운 한여름을 맞기 전 초하(初夏)의 절기이며, 모내기를 끝내고 풍년을 기원하는 기풍제를 지내는 때이기도 하다.
한국에서는 음력 5월 5일 단오와 관련된 전래 행사가 각 지방에서 열린다. 대한민국 중요무형문화재 제13호로 지정되어 있는 강릉 단오제가 2005년 유네스코 지정 세계무형유산 '인류구전 및 무형유산걸작'에 선정되었다.

## 명칭 및 시기

### 명칭
단오는 일명 '천중절(天中節)', '중오절(重午節)', '단양(端陽)', '오월절(五月節)'이라고도 한다.
수릿날이라고도 하는데, 명칭의 유래에 대해 다음과 같은 설이 있다.
- <열양세시기(洌陽勢時記)>에는 이날 밥을 수뢰(水瀨：물의 여울)에 던져 굴원을 제사지내는 풍속이 있으므로 '수릿날'이라고 부르게 되었다고 기록하고 있다. (술 마시는 날)
- 이날 산에서 자라는 수뢰취〔狗舌草〕라는 나물을 뜯어 떡을 한다. 또 쑥으로도 떡을 해서 먹는데 떡의 둥그런 모양이 마치 수레바퀴와 같아서 수리라는 이름이 붙게 되었다고 한다.
- '술의날', 수릿날(戌衣日·水瀨日)이라고도 한다. 여기서 '술의'와 '수리'는 모두 수레를 뜻하는 것으로, 한국의 옛사람들이 농사를 지을 때 수레가 중요한 기구였음을 의미한다고 한다.
- '수리'는 '신(神)'과 '높다(高)'는 뜻이 있어서, '높은 신이 오시는 날'의 뜻으로도 해석한다.

이 외에도, 각 지방마다 독특한 명칭이 있다.
- 단양수리 - 전라남도
- 며느리날 - 경상북도. 며느리가 친정을 찾아 하루종일 그네를 뛰며 놀 수 있는 날이라고 한다.
- 과부 시집가는 날 - 강릉
- 미나리 환갑날 - 경기도 동두천
- 소 군둘레 끼우는 날 - 강원도 삼척.

### 시기
예로부터 한국에서는 월과 일이 모두 홀수이면서 같은 숫자가 되는 날은 생기가 넘치므로 좋은 날이라 생각하여 대개 명절로 정하고 이날을 즐겨 왔다. 단오의 '단(端)'자는 첫 번째를 뜻하는 글자이며, '오(午)'는 다섯을 뜻하므로 단오는 '초닷새(음력 5월 5일)'를 칭한다. 아울러 이 시기는 파종이 끝나는 때와 맞물려, 새로 지은 한 해 농사가 잘 되기를 기원하는 날이기도 했다.

## 기원과 유래
한반도에 농경이 정착된 후부터 단오가 시작되었다고 추정된다. 삼한(三韓) 시대에 5월에 씨뿌리고 난 뒤 하늘에 제사지내던 풍습이 있었고 이를 수릿날이라 하였다. 삼국지와 후한서에 따르면 '삼한사람들은 5월이 되면 씨를 다 뿌리고 난 후 귀신에게 제사를 지낸다. 이때 사람들이 모여서 노래와 춤을 즐기며 술을 마시고 노는데 밤낮을 가리지 않는다. 그들의 춤은 수십 명이 모두 일어나 줄을 지어 뒤를 따르며 땅을 밟고 몸을 구부렸다가 치켰다 하면서 손과 발로 서로 장단을 맞춘다'고 하였다. 삼국유사에 따르면 단오를 수릿치날이라고 불렀다. 이로 인해 그네뛰기와 쑥으로 수릿치 절편(角)을 만들고, 조상제사를 지내는 풍속은 토착적인 것이라 할 수 있다. 단오라는 명칭과 이념은 중국에서 전해졌다. 그러나 구체적인 행사내용은 토착적인 것이 주류를 이루었다.
삼국 사람들은 이날 씨름과 택견을 하고 편을 나누어 활쏘기를 하였다. 또한 단오는 보릿고개를 넘기고 살아난 이들의 축제로 보리이삭을 거두는 시기에 맞추어 잔치를 벌였다.

## 풍속과 이

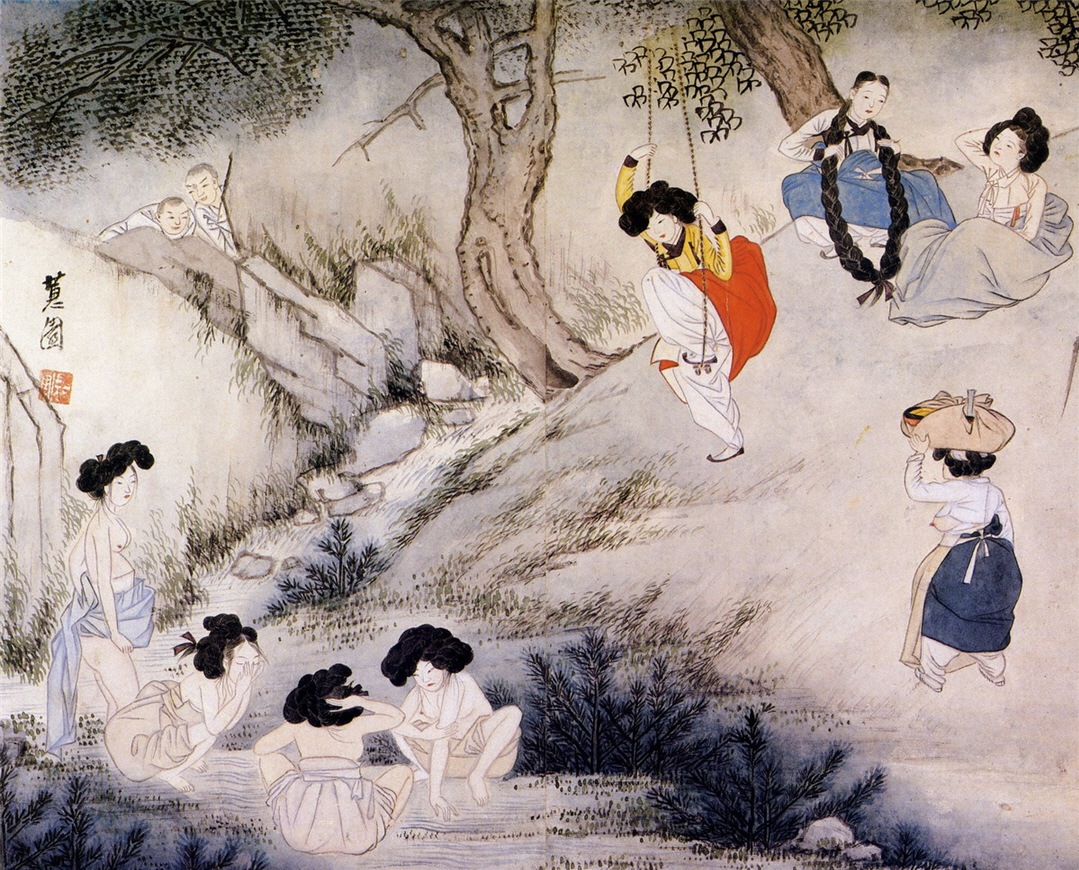
단오풍정, 신윤복

단오의 풍속 및 행사로는 창포에 머리감기, 쑥과 익모초뜯기, 부적만들어붙이기, 대추나무시집보내기, 단오비녀꽂기 등의 풍속과 함께 그네뛰기·씨름·활쏘기 같은 민속놀이들이 있다. 또한 궁중에서는 이날 제호탕·옥추단(玉樞丹)·애호(艾虎：쑥호랑이)·단오부채 등을 만들어 신하들에게 하사하였으며, 집단적인 민간행사로는 단오제·단오굿을 하기도 하였다. 민간에서는 이날 음식을 장만하여 창포가 무성한 못가나 물가에 가서 물맞이놀이를 하며, 창포이슬을 받아 화장수로도 사용하고, 창포를 삶아 창포탕(菖蒲湯)을 만들어 그 물로 머리를 감으면 머리카락이 소담하고 윤기가 있으며 빠지지 않는다고 한다. 몸에 이롭다 하여 창포 삶은 물을 먹기도 하였다. 또한 단오장(端午粧)이라 하여 창포뿌리를 잘라 비녀로 삼아 머리에 꽂기도 하였으며, 양쪽에 붉게 우연지를 바르거나 비녀에 수(壽)·복(福)자를 써서 복을 빌기도 하였다. 김해 풍속에 "청년들이 좌우로 편을 갈라 석전(石戰)을 하였다"고도 하며, 금산 직지사(直指寺)에 모여서 씨름을 하거나 남산(南山)·북악산(北嶽山)의 각력(角力：씨름)에 대한 기록도 남아 있다. 그 밖에 경상북도 지방에서는 널뛰기·윷놀이·농악·화초놀이 등을 하였다. 궁중에서는 단옷날이 되면 내의원(內醫院)에서 옥추단과 제호탕을 만들어 바쳤다고 <동국세시기>에 기록되어 있다.

### 단오빔
한국에서는 설, 추석과 함께 단오에 연중 3회 신성 의상인 빔을 입는데, 단오에 입는 빔을 단오빔이라 한다.

### 단오제
조선 시대에는 군.현 단위로 단오제가 행하여졌는데, 그 중 '강릉 단오제'가 가장 유명하다.

### 창포물에 머리감기
창포의 잎과 뿌리를 우려낸 물에 머리를 감으면 머리카락이 잘 빠지지 않고, 윤기도 난다 하여, 단오날 창포물에 머리를 감던 풍속이다. 아울러 창포 뿌리를 잘라내어 붉게 물들여 그것으로 비녀를 만들어 단오날 부녀자가 질병을 물리치는 액땜으로 머리에 꽂는다.

### 단오선 선물하기
단오가 되면 곧 더위가 시작 하므로,임금이 시종들에게 부채를 하사했던 풍속이다. 그 부채의 종류는 승두선, 어두선, 사두선 합죽선 반죽선 외각선 내각선 등이 있다.

### 천중부적
단오날에는 나쁜 귀신을 쫓기 위해 부적을 만들어 붙였다. 이를 '단오부', '천중부적', '치우부적'이라고 한다.

### 익모초와 쑥 뜯기
익모초와 쑥을 말려두었다가 약으로 쓰기 위해 단오날 익모초와 쑥을 뜯는 풍속이다. 본래 익모초와 쑥은 한약방에서 많이 쓰이는 약초인데, 단오 무렵에 뜯은 익모초와 쑥이 약효가 많다는 데서 비롯된 풍속이다.

### 그네뛰기
그네뛰기는 동아줄이나 밧줄을 큰 나뭇가지에 매고 그네를 뛰는 것이다. 단오날에는 남녀노소를 막론하고 고운 옷을 입고 그네를 뛰었다. 외출이 어려웠던 부녀자들이 단오날만큼은 밖에 나와 그네 뛰는 것이 허용되었으므로, 여자들이 단오날 즐겨 하였다고 한다. 그네뛰기는 남쪽보다 북쪽 지방으로 갈수록 성했다. 그네뛰기는 원래 아시아의 북방의 민족들이 한식 때 몸놀림을 날쌔게 만들려고 하던 운동이다. 우리나라에서는 언제부터 그네뛰기를 하였는지 분명한 기록은 없으나 <송사(宋史)>에 보면 고려 현종 때 사신 곽원(郭元)의 말이라 하여 고려에서는 단오날 그네뛰기를 한다고 소개하고 있는 점으로 보아 고려 중엽에 이미 그네뛰기가 민간에 전해진 듯하다.

### 씨름
씨름은 상고시대로부터 전해져 내려오는 남자들의 대표적인 놀이로서, 소년이나 장정들이 넓고 평평한 백사장이나 마당에서 모여 서로 힘과 슬기를 겨루는 것이다. 서로 마주 보고 허리를 굽혀서 샅바를 잡아 상대방을 먼저 쓰러뜨리는 놀이이다. 먼저 땅에 쓰러지거나 손, 무릎이 땅에 닿으면 지게 된다. 상으로는 보통 황소를 주었다.

## 단오 음식

### 제호탕
제호탕(醍醐湯)이란 오매육(烏梅肉), 사인(砂仁), 백단향(白檀香), 초과(草果) 등을 곱게 가루 내어 꿀에 재워 끓였다가 냉수에 타서 마시는 청량음료를 말한다.
조선시대에 궁중에서 마시던 약이면서도 청량음료이기도 했다. 단오부터 그해 여름까지 내내 더위를 없애고 갈증을 해소시키기 위해 시원한 물에 타 마신다

### 수리취떡

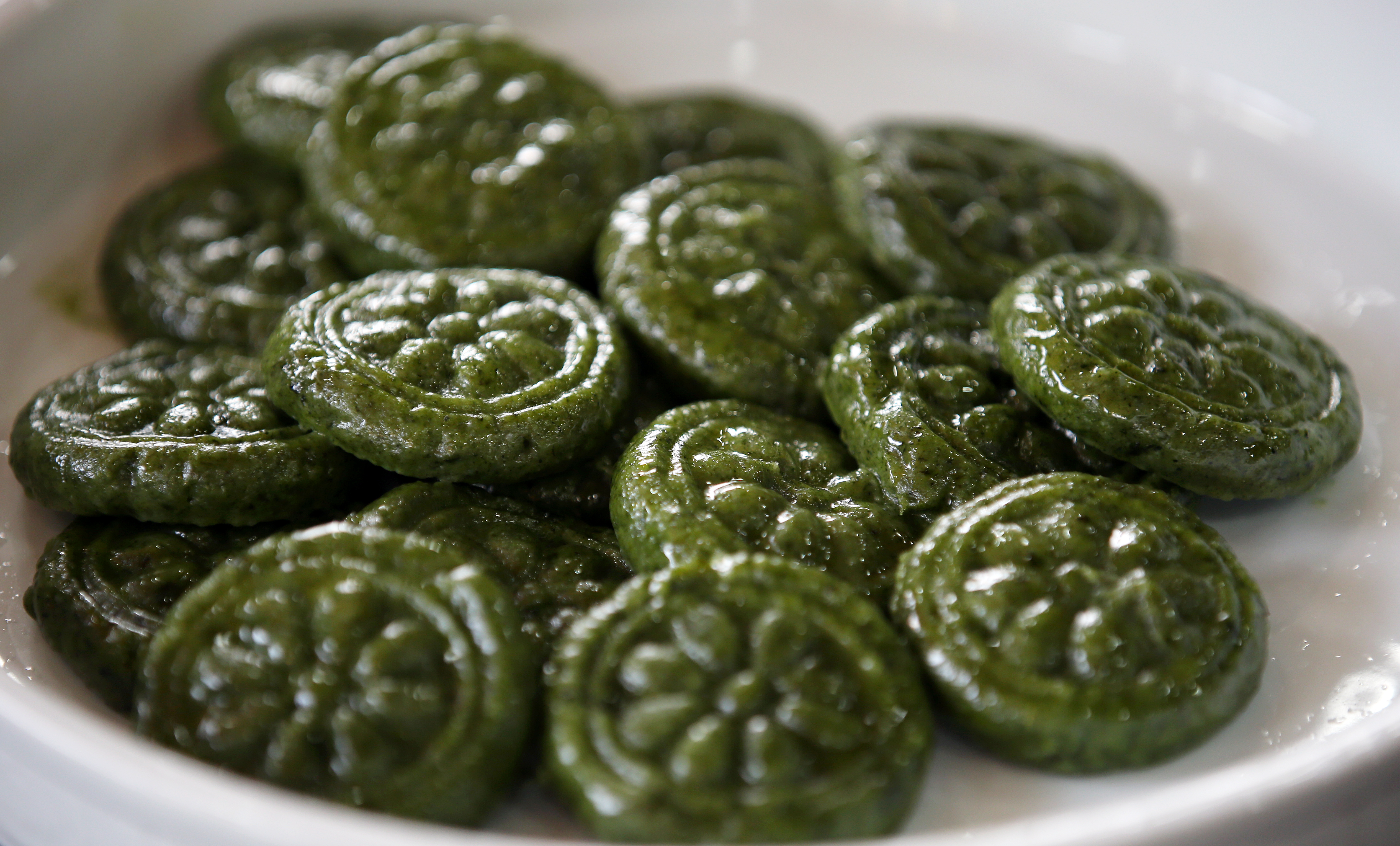
수리취떡

수리취나 쑥을 짓이겨 멥쌀가루에 넣어 반죽하고,수레바퀴 모양의 떡살로 문양을 낸 절편이다

### 앵두화채와 앵두편
앵두는 오디, 산딸기, 체리 등과 함께 단오 제철 과실이다. 앵두와 체리는 피를 맑게 하고 위를 보호하는 기능이 있고 , 단오 무렵부터 더위에 시달려 떨어진 입맛을 다시 돋우는 역할을 한다.

## 같이 보기
- 단오
- 한국의 명절
- 조선민주주의인민공화국의 공휴일

## 참고 문헌
- 《한국세시풍속사전 - 여름편》, 국립민속박물관, 2005
- 임동권 저, 《한국세시풍속연구》, 집문당, 1985
- 강릉단오제 유네스코 인류구전 및 무형유산걸작 선정 - 문화재청 보도자료, 2005.11.25.
- 《우리가 정말 알아야 할 우리 음식 백가지 1》, 황혜성, 2005, ISBN 8932312915